# Calthropellidae
Famille
Synonymes
Les Calthropellidae forment une famille de spongiaires de l'ordre Tetractinellida.

## Liste des genres
Selon World Register of Marine Species (26 octobre 2017) :
- genre Calthropella Sollas, 1988